# Horní Štěpánov
Horní Štěpánov (en allemand : Oberstefenau ou Stefansdorf) est une commune du district de Prostějov, dans la région d'Olomouc, en Tchéquie. Sa population s'élevait à 889 habitants en 2023.

## Géographie
Horní Štěpánov se trouve à 8,5 km au sud-ouest du centre de Konice, à 24,5 km à l'ouest-nord-ouest de Prostějov, à 33,5 km à l'ouest-sud-ouest d'Olomouc et à 180 km à l'est-sud-est de Prague.

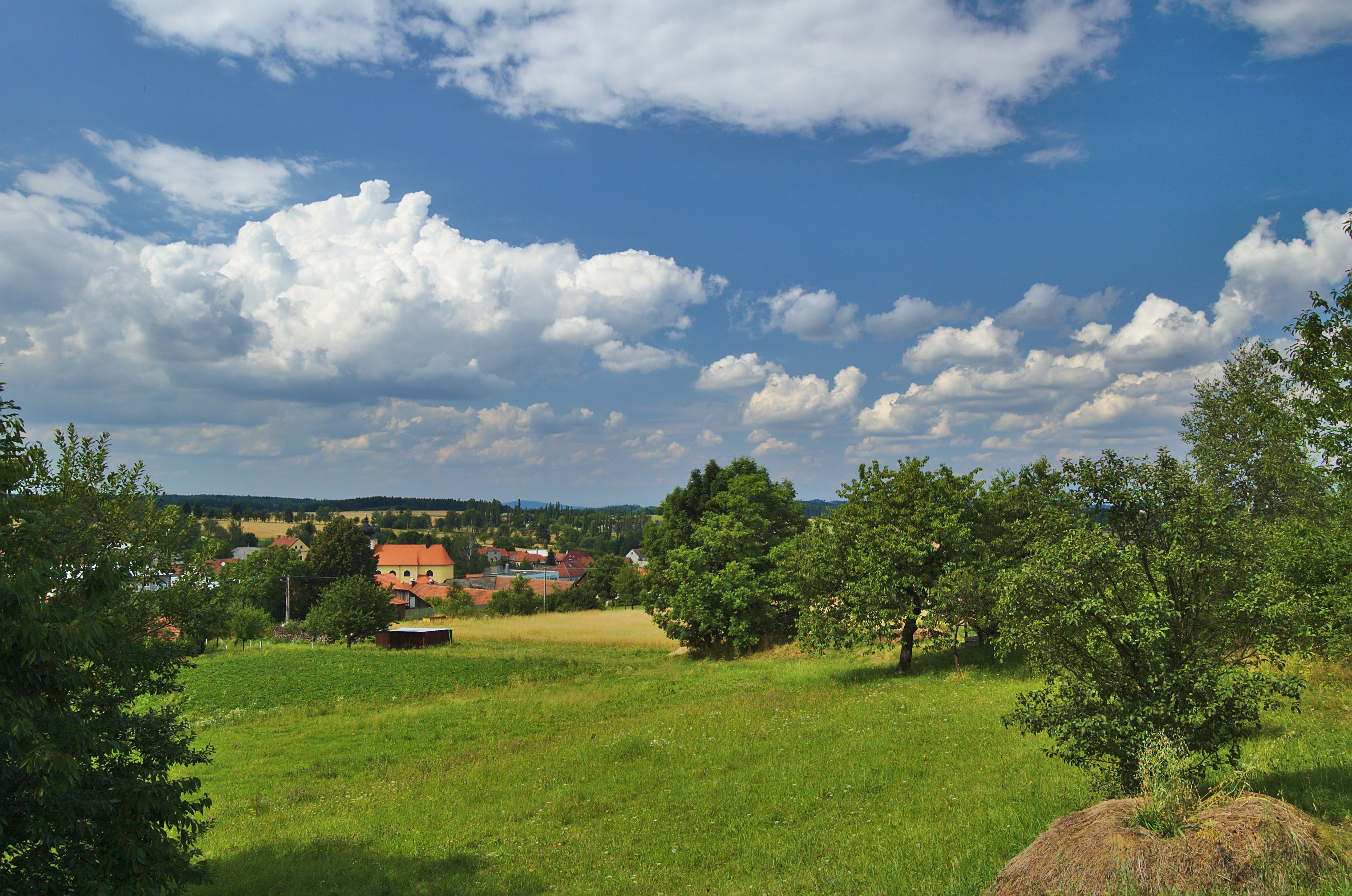
Horní Štěpánov : vue générale.

La commune est limitée par Uhřice et Úsobrno au nord, par Skřípov au nord-est, par Brodek u Konice à l'est, par Benešov et Kořenec au sud, et par Šebetov à l'ouest.

## Histoire
La première mention écrite de la localité date de 1275.

## Administration
La commune se compose de trois sections :
- Horní Štěpánov
- Nové Sady
- Pohora

## Transports
Par la route, Horní Štěpánov se trouve à 10 km de Konice, à 29 km de Prostějov, à 40 km d'Olomouc et à 233 km de Prague.